# Церква Святого Духа (Кувечичі)
Церква Святого Духа — пам'ятка дерев'яної архітектури, розташована у с. Кувечичі, Чернігівського району, Чернігівської області.

## Історія
Точна дата будівництва церкви не встановлена. Лише напис на одному з поверхів дзвіниці «Сей храм покрашен в 1898 года снаружи» дає підставу датувати церкву початком 1890-х років.
Існують місцеві легенди, що церкву звела заможна родина Бакунів з Кувечичів — за однією версією, щоб спокутувати крадіжку грошей, за іншою — просто тому, що родина була заможною, тому вирішила звести церкву.
Церква продовжувала діяти у радянські часи, не закривалася вона у 1930-х роках та під час війни. Під час війни снаряд влучив у стіну церкви.
Однак 1961 року храм було закрито. У 1963–1964 рр. з церкви були вивезені деякі ікони та книги, проте частину ікон та книжок зберегли парафіяни. Після закриття церква використовувалася як склад, де зберігалися деталі сільгосптехніки та зерно. Місцева влада планувала розібрати церкву, проте цього не сталося.
1988 року храм було повернуто вірянам і відразу у церкві було проведено реставрацію. Повернулися заховані вірянами старі та були написані нові ікони, зроблено Царські врата. Церкву перекрито листовим металом.
Сьогодні церква Святого Духа перебуває у доброму стані.

## Архітектура
Храм хрещатий у плані, має довжину 21 м, ширину 15 м. Збудована з дерев'яних брусів. Над входом триярусна 18-метрова дзвіниця.
Іконостас храму рідний. Також рідною є підлога.